# María Carolina Arregui Vuskovic
María Carolina Arregui Vuskovic (Santiago da Chile, 26. kolovoza 1965.) je čileanska filmska, televizijska i kazališna glumica hrvatskog i baskijskog podrijetla. Iako nikad nije pohađala glumačku školu, smatra ju se jednom od najomiljenijih i najnadarenijih glumica u Čileu.
Bila je suprugom čileanskog filmskog producenta Óscara Rodrígueza Ginginsa od 1985. do 1993. godine. Majka je četvero djece, među njima glumice Mayte Andree Rodríguez Arregui.
Glumi od 1983. godine, od telenovele El juego de la vida.

## Filmografija

### Televizija
| Serija | Serija              | Serija                    | Serija  |
| God.   | Televizijska serija | Uloga                     | Postaja |
| ------ | ------------------- | ------------------------- | ------- |
| 1983.  | El juego de la vida | Paulina Urzúa             | TVN     |
| 1984.  | La Represa          | Mónica                    | TVN     |
| 1984.  | La torre 10         | Gabriela Ugalde           | TVN     |
| 1984.  | Los Títeres         | Gloria Leyton             | C13     |
| 1986.  | Ángel Malo          | Nice Oyarzo               | C13     |
| 1987.  | La última cruz      | Kim Zasar                 | C13     |
| 1988.  | Semidiós            | Adriana Prado             | C13     |
| 1990.  | ¿Te Conté?          | Gianna                    | C13     |
| 1991.  | Villa Nápoli        | Olivia Reyes              | C13     |
| 1992.  | El palo al gato     | Marilí Rojas              | C13     |
| 1993.  | Marrón Glacé        | Vanessa Aguilera          | C13     |
| 1998.  | A todo dar          | Verónica Retamales        | MGA     |
| 1999.  | Algo está cambiando | Marta Echeverría          | MGA     |
| 2002.  | Buen partido        | Milagros Cienfuegos       | C13     |
| 2003.  | Machos              | Sonia Trujillo            | C13     |
| 2004.  | Hippie              | Victoria Vicuña           | C13     |
| 2005.  | Brujas              | Beatriz González          | C13     |
| 2006.  | Descarado           | Amanda Cortés / A-7       | C13     |
| 2008.  | Don Amor            | Maira Acevedo             | C13     |
| 2009.  | Cuenta Conmigo      | Anita María Rojas         | C13     |
| 2009.  | Corazón rebelde     | Marina Cáceres de Colucci | C13     |
| 2010.  | Feroz               | Carmen Ramírez            | C13     |
| 2010.  | Primera Dama        | Estrella Soto             | C13     |
| 2011.  | Peleles             | Andrea Barahona           | C13     |
| 2012.  | Pobre Rico          | Eloísa Rivas              | TVN     |
| Serija |                     |                           |         |
| God.   | Serija              | Uloga                     | Postaja |
| 2004.  | Quiero              | Tia de Ángela             | C13     |

## Nagrade i priznanja
| God.  | Nagrada                  | Kategorija                                | Rezultat   |
| ----- | ------------------------ | ----------------------------------------- | ---------- |
| 1999. | nagrada Apes             | najbolja glumica za A todo dar            | dobitnica  |
| 2003. | nagrada Apes             | najbolja glumica za Buen Partido          | dobitnica  |
| 2003. | nagrada Altazor          | najbolja glumica za Buen Partido          | nominirana |
| 2004. | nagrada Altazor          | najbolja glumica za Machos                | nominirana |
| 2005. | nagrada Apes             | najbolja glumica za Hippie                | dobitnica  |
| 2006. | nagrada Apes             | najbolja glumica za Brujas                | dobitnica  |
| 2010. | Copihue de Oro           | najbolja glumica u televizijskim serijama | dobitnica  |
| 2010. | festival u Viñi del Maru | kraljica festivala u Viñi del Maru        | dobitnica  |

## Vanjske poveznice
- Službene stranice  Arhivirana inačica izvorne stranice od 28. srpnja 2019. (Wayback Machine)
- Obožavateljske stranice  Arhivirana inačica izvorne stranice od 24. srpnja 2012. (Wayback Machine)